# Harold Spencer Jones
Pour les articles homonymes, voir Harold Jones, Spencer et Jones.
Harold Spencer Jones (Kensington, 29 mars 1890 – Londres, 3 novembre 1960) est un astronome britannique.

## Biographie
Spencer Jones fait ses études à la Latymer Upper School (en) à Londres, où il obtient une bourse d'études au Jesus College de Cambridge. Il y obtient son diplôme en 1911, et devient membre du collège. En 1913, il devient assistant principal à l'Observatoire royal de Greenwich. En 1933, il est nommé Astronome royal et occupe ce poste jusqu'en 1955. Il est président de l'Union astronomique internationale de 1945 à 1948.
Il détermine la parallaxe solaire à partir d'observations de (433) Éros lors de son passage rapproché en 1930–1931.
Il affirme dans le numéro du 17 septembre 1957 du New Scientist (page 476) que « Le voyage spatial est une blague » deux semaines avant le lancement de Spoutnik.
Plusieurs corps célestes portent son nom : le cratère Spencer Jones (en) sur la Lune, le cratère Jones (en) sur Mars (par erreur, puisque « Spencer » n'était pas son second prénom mais une partie de son nom de famille) et l'astéroïde (3282) Spencer Jones.
On lui doit également un algorithme du calcul de la date de Pâques qui, contrairement à celui proposé par Gauss, fonctionne aussi bien avec le calendrier grégorien qu'avec le calendrier julien.

## Distinctions et récompenses
- Chevalier commandeur de l'Ordre de l'Empire britannique (KBE) en 1955[2]
- Membre de la Royal Society (FRS)
- Médaille d'or de la Royal Astronomical Society (1943)
- Médaille royale (1943)
- Médaille Bruce (1949)